# Penina Axelrad

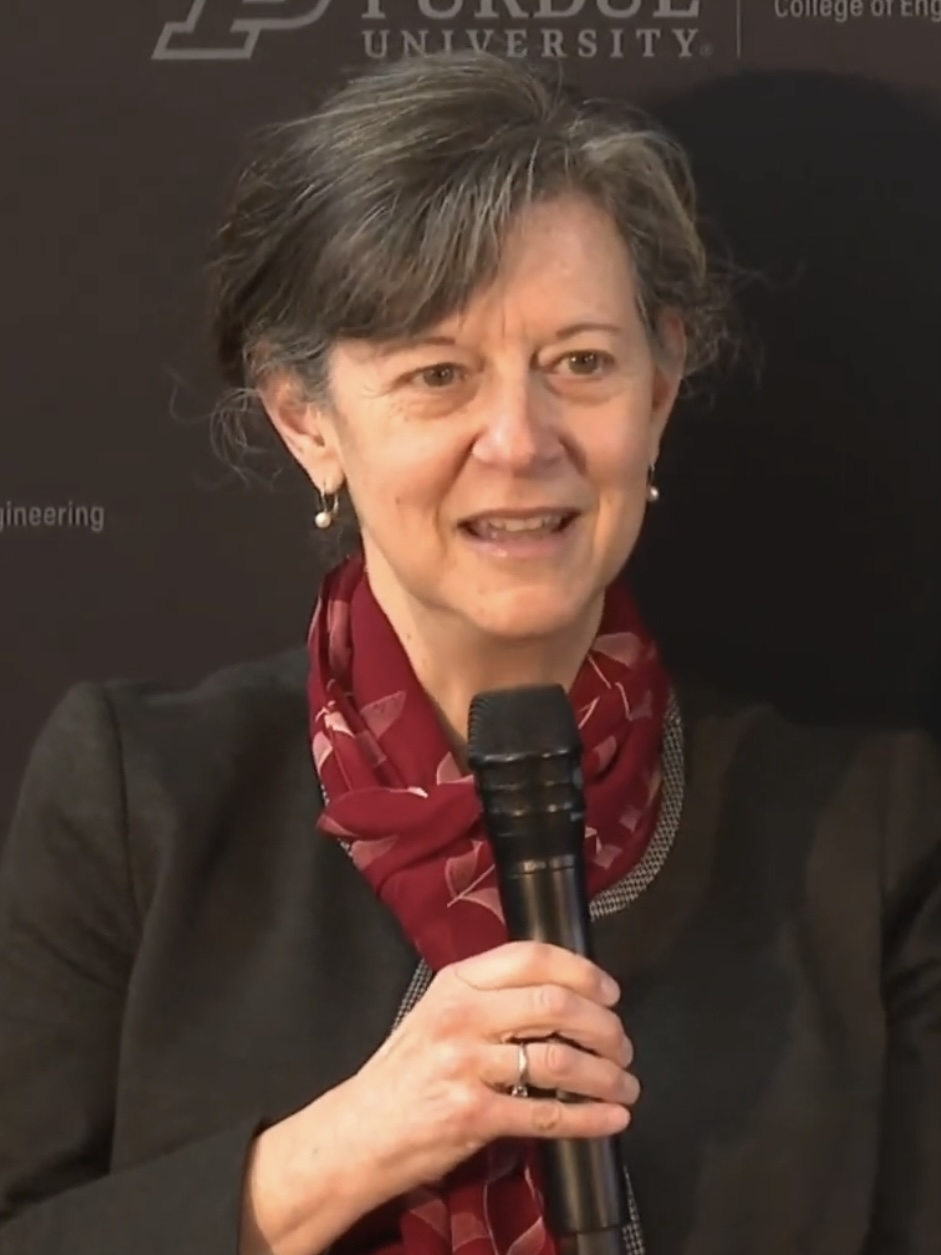
Penina Axelrad, 2022.

Penina Axelrad es una ingeniera aeroespacial estadounidense conocida por su investigación sobre la dinámica orbital de los satélites y el Sistema de Posicionamiento Global. Ella es Joseph T. Profesor Negler en el Centro de Investigación Astrodinámica de Colorado y Ann y H.J. Departamento de Ciencias de Ingeniería Aeroespacial de Smead en la Universidad de Colorado.

## Biografía
Axelrad obtuvo una licenciatura y una maestría en ingeniería aeronáutica y astronáutica en el Instituto Tecnológico de Massachusetts (MIT), en 1985 y 1986 respectivamente. En el MIT, también fue capitana del equipo de esgrima de la universidad. Completó su doctorado en la Universidad de Stanford en 1991,trabajando en los planes para la Sonda de Gravedad B bajo la supervisión de Bradford Parkinson.
Después de continuar en Stanford durante un año como profesora, mientras trabajaba en la industria en Stanford Telecommunications Corp., se mudó a la Universidad de Colorado en 1992 como profesora asistente. Fue ascendida a profesora titular en 2005 y presidió el departamento de ciencias de ingeniería aeroespacial de 2012 a 2017. Axelrad es miembro de la Junta Asesora del GPSy del Consejo Asesor de la NASA. Se desempeñó como presidenta del Instituto de Navegación para 2004-2005.

## Reconocimientos
Axelrad fue ganadora del Premio Lawrence Sperry del Instituto Americano de Aeronáutica y Astronáutica en 1996. El Instituto de Navegación le otorgó su Premio Tycho Brahe en 2002 "por sus contribuciones a la ciencia de la navegación, la orientación y el control espaciales",y su Premio Johannes Kepler en 2009, "por sus continuas contribuciones en el campo de la navegación por satélite; dedicación a la educación de las futuras generaciones de ingenieros de navegación; y un amplio servicio a sociedadesWomen in Aerospace otorgó a Axelrad su Premio a la Educadora Aeroespacial en 2015 "por su trabajo como líder instrumental en el desarrollo de planes de estudio prácticos en el programa de ingeniería aeroespacial de la Universidad de Colorado, así como por su devoción a la tutoría de estudiantes graduados y pregrado, en particular mujeres y grupos subrepresentados".
Fue nombrada miembro del Instituto de Navegación en 2004 "sus continuas contribuciones a la investigación y la educación de posgrado y pregrado en los campos de la dinámica y los sistemas, la electrónica y las comunicaciones aeroespaciales, y la tecnología GPS",y nombrada miembro del Instituto Americano de Aeronáutica y Astronáutica en 2008. Fue elegida para la Academia Nacional de Ingeniería en 2019, "por el análisis de señales GPS multirruta para mejorar la navegación por satélite y nuevos enfoques de teledetección".
La Universidad de Colorado le dio a Axelrad el Joseph T. Cátedra Negler en 2018.